# Glomus minutum
Glomus minutum är en svampart som beskrevs av Blaszk., Tadych & Madej 2000. Glomus minutum ingår i släktet Glomus och familjen Glomeraceae.   Inga underarter finns listade i Catalogue of Life.